# Rhacochelifer corcyrensis
Rhacochelifer corcyrensis är en spindeldjursart som först beskrevs av Beier 1930.  Rhacochelifer corcyrensis ingår i släktet Rhacochelifer och familjen tvåögonklokrypare.

## Underarter
Arten delas in i följande underarter:
- R. c. bicolor
- R. c. corcyrensis
- R. c. procerus